# 오노정 (홋카이도)
오노정(일본어: 大野町)은 일본 홋카이도 오시마 지청 중부에 있던 정이다.
2006년 2월 1일, 가미이소정과 합병, 시로 승격해 호쿠토시가 되었다. 오노정 시청은 호쿠토시의 분청사가 되었다.

## 역사
- 1900년 7월 1일 - 6촌이 합병해, 1급정촌제 시행으로 가메다군 오노촌이 되었다.
- 1957년 - 정으로 승격해 오노정이 되었다.
- 2005년 2월 28일 - 합병 조인식이 거행되었다.
- 2006년 2월 1일 가미이소정과 합병해 호쿠토시가 되었다.

## 교통

### 철도
- 홋카이도 여객철도
  - 하코다테 본선

### 도로
- 국도 227호선